# カリボ
カリボ（タガログ語: Bayan ng Kalibo）は、フィリピン・パナイ島のアクラン州にある自治体である。
カリボ空港は、フィリピン有数のリゾート地であるボラカイ島へのゲートウェイとして、多くの観光客に利用されており、観光による経済的な発展が続いている。
2015年の国勢調査における人口は80,605人であった。
毎年1月にアティ＝アティハン祭りが開催され、期間中は多くの観光客でにぎわう。

## 交通
- カリボ国際空港